# Lioscincus vivae
Lioscincus vivae — вид сцинкоподібних ящірок родини сцинкових (Scincidae). Ендемік Нової Каледонії. 

## Поширення і екологія
Lioscincus vivae є ендеміками гірського масиву Копето, розташованого на заході центральної Нової Каледонії. Вони живуть в чагарникових заростях макі, в рідколіссях та на зуліссях густих тропічних лісів. Зустрічаються на висоті від 500 до 1000 м над рівнем моря. Ведуть денний, наземний спосіб життя, ховаються під камінням і поваленими деревами, шукають їжу на землі.

## Збереження
МСОП класифікує цей вид як такий, що перебуває на межі зникнення. Lioscincus vivae загрожує знищення природного середовища та хижацтво з боку інтродукованих кішок.